# Gasterosteus microcephalus
Gasterosteus microcephalus — вид лучепёрых рыб, обитающий в бассейне Тихого океана на территории Японии и Мексики. Пресноводная демерсальная рыба длиной 5,5 см. Живёт в маленьких ручьях, где питается водными насекомыми и другими беспозвоночными.

## Таксономия
Существуют разные мнения по поводу видовой самостоятельности Gasterosteus microcephalus.
Ранние источники считали его синонимом Gasterosteus aculeatus. Современные авторы придерживаются мнения о том, что это — подвид Gasterosteus aculeatus microcephalus, либо же считают, что это — самостоятельный вид.

## Охранный статус
Вид включён в Красный список угрожаемых видов Министерства окружающей среды Японии.